# Wołowczik
Wołowczik (ros. Воловчик) – wieś (ros. село, trb. sieło) w zachodniej Rosji, centrum administracyjne sielsowietu wołowczińskiego rejonu wołowskiego w obwodzie lipieckim.

## Geografia
Miejscowość położona jest w dorzeczu rzeki Kszeń, 5,5 km od centrum administracyjnego rejonu (Wołowo), 138 km od stolicy obwodu (Lipieck).
W granicach miejscowości znajdują się ulice: Bieriegowaja, Centralnaja, Riecznaja, Siewiernaja.

## Demografia
W 2012 r. miejscowość zamieszkiwało 501 osób.